# Atgharia
Atgharia (en bengali : আটঘোরিয়া) est une upazila du Bangladesh dans le district de Pabna. En 1991, on y dénombrait 124 454 habitants.